# Palazzo Spada (Ruvo di Puglia)
Il Palazzo Spada, già Palazzo Rocca, è un edificio di Ruvo di Puglia, nella città metropolitana di Bari. Il palazzo è stato per molto tempo sede dell'Universitas di Ruvo e Palazzo comunale fino alla prima metà del XIX secolo.

## Storia
Il palazzo fu edificato nel XVI secolo e fu proprietà dei marchesi Rocca, tra i quali il magistrato Orazio Rocca, costretto a fuggire da Ruvo durante i moti del 1799. L'edificio fu dunque adibito a palazzo comunale, in attesa che fosse adeguato alla stessa funzione il palazzo Avitaia, e poi ceduto alla famiglia Spada.
Fino al 1864, nel larghetto retrostante al palazzo Spada, era presente la chiesa di san Giovanni Rotondo, dotata di un battistero gotico, ritenuta dalla popolazione l'antica cattedrale di Ruvo ma in quell'anno abbattuta poiché rosa dal tempo.

## Descrizione
Il palazzo, in stile rinascimentale, presenta un elegante ingresso fiancheggiato da due colonne con capitelli ionici stilizzati e sormontato dallo stemma araldico degli Spada, posto sull'architrave. Ai vari piani dell'edificio si accede tramite l'atrio dove si può ammirare una balaustra del Cinquecento caratterizzata dai sette quadri a bassorilievo a tema mitologico. Spiccano per valore artistico il primo quadro in cui è raffigurata la nascita di Atena e il quarto che presenta la raffigurazione allegorica della Felicità, dell'Invidia e dell'Adulazione. Ogni quadro è accompagnato da delle didascalie e tra una scena e l'altra si inseriscono delle altre figure a bassorilievo.
Tramite una rampa di scale si giunge al pianerottolo in cui sono presenti delle finestre orientaleggianti con archi a sesto acuto. Alla fine della rampa si può osservare un bassorilievo in pietra raffigurante un vaso con tre putti.
Gli interni presentano una volta a botte. Il palazzo attualmente è di proprietà privata.